# Гађоло (Варезе)
Гађоло је насеље у Италији у округу Варезе, региону Ломбардија.
Према процени из 2011. у насељу је живело 789 становника. Насеље се налази на надморској висини од 375 м.